# Nuculana cellulita
Nuculana cellulita är en musselart som först beskrevs av Dall 1896.  Nuculana cellulita ingår i släktet Nuculana och familjen tandmusslor. Inga underarter finns listade i Catalogue of Life.